# Xanthorhoe dodata
Xanthorhoe dodata är en fjärilsart som beskrevs av Samuel E. Cassino och Louis W. Swett 1920. Xanthorhoe dodata ingår i släktet Xanthorhoe och familjen mätare. Inga underarter finns listade i Catalogue of Life.